# Quintus Ogulnius Gallus
Quintus Ogulnius Gallus (* um 330 v. Chr.; † um 250 v. Chr.) war ein bedeutender Politiker zur Zeit der römischen Republik.
Als Volkstribun (zusammen mit seinem Bruder Gnaeus Ogulnius Gallus) besorgte er im Jahr 300 v. Chr. die Lex Ogulnia, die auch Plebejern den Zugang zu Priesterämtern ermöglichte. Das Collegium pontificum wurde auf neun Pontifices erweitert, davon vier den Plebejern zugehörig. Die Zahl der Auguren wurde ebenfalls auf neun erweitert, davon fünf aus den Reihen der Plebejer. Dieses Gesetz führte zu einer deutlichen Entspannung der Ständekämpfe. Im Jahr 296 v. Chr. ließ er als kurulischer Ädil aus Strafgeldern für Wucher den römischen Stadtgründern Romulus und Remus ein Bronzedenkmal errichten.
Legendär wurde er besonders durch die Leitung einer Gesandtschaft nach Epidauros im Jahr 292 v. Chr. Anlass war eine in Rom schon mehrere Jahre wütende schwere Epidemie, die nach Weisung der Sibyllinischen Bücher nur durch Einholung des Heilgottes Asklepios, dessen Heiligtum sich in Epidauros befand, besiegt werden könnte. Q. Ogulnius Gallus soll den Gott in Form einer Schlange in Epidauros auf sein Schiff geholt haben. In Rom sei die Schlange dann vom Schiff auf die Tiberinsel geschwommen, wo dann dem Asklepios ein Heiligtum errichtet wurde und so die Seuche zum Erliegen kam.
273 nahm er an der von Quintus Fabius Maximus Gurges geleiteten Gesandtschaft zum ägyptischen König Ptolemaios II. teil, mit der Rom und Ägypten erstmals diplomatische Kontakte knüpften.
Ein weiteres Verdienst von Ogulnius Gallus war sein Bemühen als Konsul des Jahres 269 v. Chr. um die Einführung der Silberwährung in Rom. Die ersten nach der erfolgreichen Expansion im hellenistischen Süditalien geprägten Silbermünzen zeigten Romulus und Remus. Die in Anlehnung an die hellenistische Welt geschaffenen Silbermünzen begünstigten den Aufstieg Roms zu einem wichtigen Handelszentrum der antiken Welt.